# Ван Эмден, Харриет

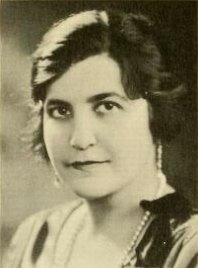
Харриет ван Эмден (до 1929 г.)

Харриет ван Эмден (англ. Harriet van Emden; 1893, Милуоки — 24 декабря 1953, Нью-Йорк) — американская певица (сопрано).
Училась в Институте музыкального искусства в Нью-Йорке, затем в Европе у Витторино Моратти и наконец в 1917—1921 гг. у Марчеллы Зембрих. В 1921 г. дебютировала в Нью-Йорке с концертной программой, исполнив песни на пяти языках — английском, французском, немецком, итальянском и русском (романс Сергея Рахманинова); на следующий год впервые выступила в Европе с оркестром Консертгебау под управлением Виллема Менгельберга. На протяжении ряда лет преподавала в Кёртисовском институте, регулярно участвовала в институтских отчётных концертах.